# Băbeni (Vâlcea)
Băbeni è una città della Romania di 9 796 abitanti, ubicata nel distretto di Vâlcea, nella regione storica dell'Oltenia. 
Fanno parte dell'area amministrativa anche le località di Bonciu, Capu Dealului, Pădurețu, Români, Tătărani e Valea Mare.
Băbeni ha ottenuto lo status di città nel 2002.